# ویشگون
ویشگون، روستایی از توابع بخش بندپی شرقی شهرستان بابل در استان مازندران ایران است.
فاصله از مرکز بخش (شهر گلیا) = ۵ کیلومتر
فاصله از شهر بابل = ۳۰ کیلومتر

## جمعیت
این روستا در دهستان سجادرود قرار دارد و براساس آخرین سرشماری مرکز آمار ایران در سال ۱۳۹۵، جمعیت آن ۳۲۰ نفر (۱۰۷ خانوار) بوده‌است.